# Oostgrens-Afrikaans
Oostgrens-Afrikaans (Afrikaans: Oosgrens-Afrikaans) is een dialect van het Afrikaans. Het Oostgrens-Afrikaans is de basis van het Standaardafrikaans, het wordt vooral gesproken in het oosten van de voormalige Nederlandse Kaapkolonie, een gebied dat nu het westen van de provincie Oost-Kaap van Zuid-Afrika vormt. Andere dialecten zijn Oorlangs, Oranjerivier-Afrikaans, Kaaps-Afrikaans en Oost-Kaap-Afrikaans.
- Nederlands
  - Afrikaans
    - Oostgrens-Afrikaans